# 탁석산
탁석산(卓石山, 1956년 11월 1일 ~ )은 대한민국의 철학자이다.

## 생애
탁석산은 1956년 서울 태생이다. 경기고등학교를 졸업하고 서울대학교 자연계열에 입학했으나 1년 후 자퇴했다. 군 복무를 마치고 한국외국어대학교 영어과에 입학했다. 부전공으로 택한 철학에서 가능성을 발견하고는 철학을 전공하기 위하여 대학원에 진학하여 주로 서양철학을 공부하였다. 《흄의 인과론》으로 박사학위를 받은 후 한국외국어대학교, 한양대학교, KAIST 등에서 강의를 했고, 서울대학교 인문대학 철학사상연구소 박사 후 연수과정을 마쳤다. 주로 흄에 관한 논문을 발표해왔는데, <흄의 두 원인 정의의 완전성과 양립가능성> <흄의 초기 단편과 《대화》에서의 악의 문제> <툴리의 인과실재론 비판> <흄의 합리론 비판과 그 역사적 원천>등의 논문을 썼으며, 최근에 『열린지성』에 『언어분석철학의 종언과 한국철학』을 발표했다. 저서로는 『한국의 정체성』 『한국의 주체성』 『오류를 알면 논리가 보인다』 등이 있다.
현대 한국 사회, 글쓰기, 직업 등을 주제로 소위 "생활철학"을 다룬 책을 쓰고 있다. 그에 따르면, 한국인의 철학은 '현세주의', '인생주의', '허무주의', 그리고 앞의 세가지를 아우르는 방법론이자, 나중에는 그 세 가지를 지배하게 된 '실용주의'다.

## 저서
- 《한국의 정체성》
- 《한국의 주체성》
- 《철학 읽어주는 남자》
- 《한국인은 무엇으로 사는가》
- 《성적은 짧고 직업은 길다(직업에 관한 고찰 01)》
- 《준비가 알차면 직업이 즐겁다(직업에 관한 고찰 02)》
- 《행복 스트레스》

## 방송
- 《TV, 책을 말하다 》
- 《신동엽의 고수외전》
- 《판도라》
- 《MBC 100분 토론》 - 인문학, 위기인가 변화의 기로인가? (2006.9.21)